# Pteromonnina exalata
Pteromonnina exalata là một loài thực vật có hoa trong họ Polygalaceae. Loài này được (A.W. Benn.) B. Eriksen miêu tả khoa học đầu tiên năm 1993.